# Otgerio
Otgerio Otger sia in catalano che in spagnolo (Gerona, inizio IX secolo – 870) fu l'ultimo Conte di Gerona che non fu anche conte di Barcellona, dall'862 fino alla sua morte.

## Origine
Era un nobile carolingio di cui non si conoscono gli ascendenti, probabilmente era di origine gota, come probabilmente lo erano quasi tutti i conti della regione.

## Biografia
Di Otgerio si hanno poche notizie
Fu fedele al conte Goffredo I de Girona, documentato nel verbale di un processo dell'850.
Ottenne probabilmente il titolo di conte di Girona intorno all'862, all'inizio della rivolta del marchese di Settimania, conte d'Autun e marchese di Borgogna, Conte di Gerona, conte di Barcellona, Conte di Empúries e Conte di Rossiglione, Unifredo, quando Carlo il Calvo si mise a combattere i ribelli e cercando alleati nella zona secessionista.
Tutto ciò che si sa del conte Otgerio è che nell'866 era a Quierzy per ottenere un privilegio per il monastero di Sant Julià del Mont, nella zona di Besalú.
Nell'869 Carlo il Calvo concesse alla Catalogna una nuova disposizione, favorevole a un certo Dodó, "vassallo del fedele Otgerio", che viene identificato con l'omonimo conte.
Secondo lo storiografo catalano, Ramon d'Abadal i de Vinyals, Otgerio governò la Contea di Gerona fino alla sua morte che avvenne intorno all'870.  

## Discendenza
Di Odilone non si conoscono né il nome della moglie né alcuna discendenza.